# Dzierzążnica
Dzierzążnica – struga, lewy dopływ Płonki o długości 12,26 km. 
Płynie z północno-zachodniej na północno-wschodnią część gminy Dzierzążnia, w województwie mazowieckim, przepływa przez miejscowości Krzywanice i Dzierzążnia. Wypływa w pobliżu Krzywanic, a do Płonki uchodzi poniżej Gumowa.